# Эймерик Бургундский
Эймерик Бургундский (Aymery De La Châtre, Can. Reg. Lat., также известный как просто Aymery, также его фамилию пишут как Castra, а имя как Aimerich, Aimerici, Almerici, Armerici, Imerici, Ioserici, Haymericus, Aymeric, Aimerico) — католический церковный деятель XII века. Возведён в ранг кардинала-священника церкви Санта-Мария-Нуова на консистории в декабре 1120 года. Библиотекарь Римской Церкви с февраля 1125 года до самой смерти. Канцлер Римско-католической церкви в течение как минимум 18 лет.